# Rio Comandante Fontoura
O Rio Comandante Fontoura é um rio do estado de Mato Grosso, Brasil, afluente direito do Rio Xingu. Nasce na Serra do Roncador, na Terra Indígena Maraiwatsede. Ele corre para o norte e se encontra com o rio Xingu na divisa do Mato Grosso com o Pará.
O rio recebeu esse nome em homenagem a Otávio Gusmão de Fontoura, que explorou sua bacia em 1913.